# Newton OS
Newton OS (Newton Intelligence) was het besturingssysteem van de Newton MessagePads, de Apple Newton van Apple. 
Bijzonder aan dit systeem is dat het eigenlijk een volledig besturingssysteem is (vooral de 2.x versies). Versie 1.0 was nogal slecht, en veroorzaakte mede de flop van de Newton. 1.3 was een stuk beter, en versie 2.1 is nog altijd beter dan welk ander PDA-besturingssysteem dan ook, al is het in 1998 uitgekomen. Er zijn mensen die van hun Palm uit 2002 overgestapt zijn naar een tweedehands Newton 2000 of 2100 na het zien van dit systeem. Echter, nadat 1.0 in de kranten voor gek gestaan had, gingen de meeste mensen naar Palm.

## Versies
- 1.0.: Eerste versie. Deze versie staat onder Newton-mensen wel bekend als de Grand Public Beta. Het herkende Hello, how are you? als Hell jars, Howard yuyo?, tenminste als het niet vastliep. Qua communicatie ondersteunde het beamen en faxen (met een modemkaart). Via Apples eigen dienst "Newton Mail" was ook het versturen van e-mailtjes mogelijk. Er wordt door AT&T in de VS zelfs een wireless modem aangeboden. Back-ups en verbinding met de PC moesten worden uitgevoerd met de Newton Connection Kit. Ondersteunt alleen 5V/12V lineair flash-geheugen, tot 4 MiB.
- 1.0.x: Patches van 1.0. Het systeem stabieler, maar de handschriftherkenning bleef slecht werken.
- 1.1.x: Zelfde als 1.0.x, maar dan voor de MessagePad 100.
- 1.2.0: Behoorlijk verbeterde versie, met betere (maar nog lang niet perfecte) handschriftherkenning. Het systeem crashte ook niet vaak meer. Toegevoegd was E-mail-communicatie, maar alleen met een Sprintnet-abonnement en een modem.
- 1.3: Dit was de laatste 1.x-versie. Had nog meer verbeterde handschriftherkenning (bijna even goed als die in versie 2) vanwege het bijvoegen van een vroege Rosetta (blokletter) handschriftherkenningsprogramma. Werkt niet meer op de OMP, wel op de MP 100.
- 2.0: Versie 2.0 ondersteunt 8 bit grijsschalen, internet, webservers, e-mail via gewone providers, aanpasbare buttonbar (deze werd nu door het OS getekend, terwijl deze bij 1.x-machines bestond uit een strip die vastgeplakt zat aan het scherm.), schermrotatie, Ethernet, externe toetsenborden. Back-ups konden nu gemaakt worden met Newton Backup en verbinding met de pc via de Newton Connection Utility. Ook ondersteunt dit 5V/5V linear flash-geheugen, en geheugenkaarten tot 32 MiB. Waar 1.x altijd Notepad gaf na het opstarten, kon het achtergrondprogramma bij 2.0 worden aangepast. De Rosetta-herkenner was geperfectioneerd, al mocht je ook de Calligrapher handschriftherkenner nog gebruiken. Het systeem is radicaal anders dan 1.x en is niet volledig compatibel. Als je schreef in elektronische inkt, konden de programma's deze woorden ook zonder omzetting naar tekst als woorden behandelen (InkText). Beamen met 1.x machines is niet mogelijk. Om dit systeem te kunnen draaien was minimaal een MessagePad 120 vereist.
- 2.1: Ondersteunt nog grotere geheugenkaarten, en wireless Ethernet. Dit systeem draait op de Newton 2000, 2100 en de eMate. Dit was de laatste versie.